# Convair XB-46
Convair XB-46 je bil ameriški prototipni reaktivni bombnik, ki so ga razvili kmalu po koncu 2. svetovne vojne. XB-46 je tekmoval z drugimi podobnimi dizajni kot so North American XB-45, Martin XB-48 in Boeing XB-47, slednji je bil najbolj uspešen. 
XB-46 je imel za pogon štiri turboreaktivne motorje Allison J35, ki so mu omogočali hitrost okrog 870 km/h. Posebnost XB-46 je sorazmerno vitko krilo. 
Bojni tovor je bil okrog 10 ton.

## Specifikacije (XB-46)
Podatki iz General Dynamic Aircraft and their Predecessors; Wegg 1990, pp. 182–183
Splošne karakteristike
- Posadka: 3
- Dolžina: 105 ft 9 in (32,24 m)
- Razpon kril: 113 ft 0 in (34,45 m)
- Višina: 27 ft 11 in (8,51 m)
- Površina kril: 1285 ft² (119,4 m²)
- Teža praznega letala: 48018 lb (21826 kg)
- Naložena teža: 91000 lb (41364 kg)
- Maks. vzletna teža: 95600 lb (43455 kg)
- Pogon letala: 4 × Allison J35-A-3 turboreaktivni motor, 4000 lbf (17,8 kN) vsak

 Zmogljivost 
- Maks. hitrost: 545 mph (474 vozlov, 877 km/h) na višini 15000 ft (4580 m)
- Potovalna hitrost: 439 mph (382 vozlov, 707 km/h) na višini 35000 ft (10700 m)
- Doseg: 2870 milj (2496 nmi, 4621 km)
- Višina leta: 40000 ft (12200 m)
- Čas do višine 35000 čevljev (10700 m): 19 minut

Oborožitev

- Strelno orožje: 2× .50 in (12.7 mm) M2 Browning strojnici
- Bombe: 10 000 kg